# Музей моды и кружева
Музей моды и кружева ( французский : Musée Mode & Dentelle, голландский : Mode & Kant Museum ) — музей текстиля и моды в Брюсселе, Бельгия.
На выставках представлены различные школы кружевоплетения Франции, Италии и Фландрии.
Интересным фактом является выставка одежды для кукол Барби и выставка плащей.

## Коллекции
Коллекции музея сосредоточены на кружевах, которые являются традиционным ремеслом в Бельгии.
Музей посвящен истории моды и кружевоплетения. Здесь представлена обширная коллекция кружев, в том числе произведенных в Брюсселе с XII века и со всего мира.
В музее также проходят выставки исторической и современной моды. Постоянно меняющиеся выставки, среди прочего Исторические свадебные платья, кринолины XIX века или мода 1960-х.
В музее есть выставки старинного кружева, процесса кружевоплетения, а также временные выставки, посвященные исторической и современной моде.  На выставках старинного кружева представлены религиозные облачения и кружева из Мехелена и Брюгге . Дополнительные экспонаты включают одежду для Барби и плащи .

## История
Музей был основан в 1977 году.
Первоначально музей „Broodhuis" был местом, где хранились церковные облачения и брюссельские кружева. Настенные ковры же и в настоящее время все ещё хранятся в городской ратуше Брюсселя. Благодаря местной индустрии кружевоплетения в период с конца XVII века и до начала XX века Брюссель прославился как центр кружевоплетения во всем западном мире.
Чтобы все эти кружева можно было выставить, в 1977 году недалеко от Рыночной площади был сооружен новый музей. Основой коллекции послужили пожертвования и закупки из частных коллекций бельгийской моды.
Все предметы покупались на аукционах, а с 1986 года коллекция пополняется современными костюмами и платьями, сделанными начиная с 1970-х годов. Интерес к бельгийским домам моды и дизайнерам возрастал и со временем коллекция становилась все больше и значительнее.
Наряду с костюмами теперь приобретаются документы, фотографии и аксессуары.
К 1990 году площадей для хранения коллекций стало решительно не хватать, и избежать расширения музея стало уже невозможным. Приобретение двух соседних домов разрешило возникшую проблему и позволило улучшить условия хранения многих экспонатов.
Музей расположен в двух зданиях XVIII века.

## Деятельность
Помимо выставок, здесь проходят семинары и конференции, посвященные текстильной и модной индустрии.